# Kurt Frederick
Kurt Frederick (sinh ngày 27 tháng 4 năm 1991) là một cầu thủ bóng đá đến từ Saint Lucia, thi đấu ở vị trí hậu vệ trái for the đội tuyển quốc gia St. Lucia và cho Liga Deportiva Alajuelense ở Costa Rica.

## Thống kê sự nghiệp

### Quốc tế
| Saint Lucia | Saint Lucia | Saint Lucia |
| Năm         | Số trận     | Bàn thắng   |
| ----------- | ----------- | ----------- |
| 2010        | 4           | 0           |
| 2011        | 9           | 1           |
| 2012        | 3           | 1           |
| 2015        | 5           | 1           |
| 2016        | 0           | 0           |
| 2017        | 4           | 2           |
| 2018        | 3           | 0           |
| 2019        | 11          | 1           |
| Tổng cộng   | 44          | 7           |

#### Bàn thắng quốc tế
Tỉ số và kết quả liệt kê bàn thắng của Saint Lucia trước.
| Bàn thắng | Ngày                 | Địa điểm                                                          | Đối thủ                     | Tỉ số | Kết quả | Giải đấu                                     |
| --------- | -------------------- | ----------------------------------------------------------------- | --------------------------- | ----- | ------- | -------------------------------------------- |
| 1.        | 12 tháng 7 năm 2011  | Mindoo Phillip Park, Castries, Saint Lucia                        | Aruba                       | 4–1   | 4–2     | Vòng loại giải vô địch bóng đá thế giới 2014 |
| 2.        | 21 tháng 10 năm 2012 | Sân vận động Beausejour, Gros Islet, Saint Lucia                  | Curaçao                     | 5–1   | 5–1     | Vòng loại Cúp bóng đá Caribe 2012            |
| 3.        | 14 tháng 6 năm 2015  | Sân vận động Ato Boldon, Couva, Trinidad và Tobago                | Antigua và Barbuda          | 1–0   | 1–2     | Vòng loại Cúp bóng đá Caribe 2014            |
| 4.        | 14 tháng 6 năm 2015  | Sân vận động Sir Vivian Richards, North Sound, Antigua và Barbuda | Antigua và Barbuda          | 1–4   | 1–4     | Vòng loại giải vô địch bóng đá thế giới 2018 |
| 5.        | 28 tháng 6 năm 2017  | Sân vận động Điền kinh Kirani James, St. George's, Grenada        | Saint Vincent và Grenadines | 2–0   | 2–1     | Giải bóng đá Windward Islands 2017           |
| 6.        | 3 tháng 7 năm 2017   | Sân vận động Điền kinh Kirani James, St. George's, Grenada        | Barbados                    | 1–0   | 1–1     | Giải bóng đá Windward Islands 2017           |
| 7.        | 10 tháng 9 năm 2019  | Sân vận động Blakes Estate, Lookout, Montserrat                   | Montserrat                  | 1–1   | 1–1     | CONCACAF Nations League 2019–20              |